# Ave Cesare: veni, vidi, vici
Ave Cesare: veni, vidi, vici è il secondo album in studio del rapper italiano Laïoung, pubblicato il 6 luglio 2016 dalla The RRR Mob.

## Descrizione
Uscito per il solo download digitale, l'album si compone di otto brani interamente composti dal rapper ad eccezione di Don Vito, scritto in collaborazione con Larry Joule.
Il 21 aprile 2017 l'album è stato ripubblicato dalla Sony Music in edizione doppio CD e con la presenza di dieci inediti, oltre a una nuova copertina.

## Promozione
Il 24 marzo 2017 è stato pubblicato il singolo Vengo dal basso, in collaborazione con Gué Pequeno, mentre il 30 giugno è uscito il videoclip di Fuori (Je so' pazz). Il brano è un riferimento a Je so' pazzo del cantautore napoletano Pino Daniele, a cui il rapper rende il proprio omaggio.

## Tracce
Testi e musiche di Laïoung, eccetto dove indicato.

### Edizione del 2016
1. Senza nessun dubbio – 4:01
2. Petrolio – 2:46
3. 6.000 € – 3:10
4. Poco ma sicuro – 2:48
5. Don Vito – 3:31 (Laïoung, Larry Joule)
6. La nuova Italia – 3:11
7. Quanto ci tieni – 3:17
8. Veri per sempre – 3:32

### Riedizione del 2017
CD 1
1. Giovane giovane (feat. Izi & Tedua) – 4:35 (Laïoung, Izi, Tedua)
2. Senza nessun dubbio – 4:01
3. Petrolio – 2:44
4. 6000€ – 3:10
5. Poco ma sicuro – 2:47
6. Don Vito – 3:32 (Laïoung, Larry Joule)
7. La nuova Italia – 3:11
8. Quanto ci tieni – 3:17
9. Veri per sempre – 3:34

CD 2
1. Vengo dal basso (feat. Gué Pequeno) – 3:49 (Laïoung, Cosimo Fini)
2. Quello che voglio – 4:18
3. Gente sveglia – 4:19
4. 48 ore (feat. Momoney, Sedrick) – 4:16 (Laïoung, Momoney, Sedrick)
5. Fuori (Je so' pazz) – 4:07
6. Andrea Bocelli – 2:51
7. Milano City Gang (feat. Isi Noice) – 3:31 (Laïoung, Isi Noice)
8. Porta Venezia – 3:21
9. Soluzioni – 4:29

## Classifiche
| Classifica (2017) | Posizione massima |
| ----------------- | ----------------- |
| Italia            | 4                 |